# كأس إفريقيا العسكرية
كأس افريقيا العسكرية لكرة القدم، يرمز لها ب(AMC)،هي بطولة ينظمها المنظمة الرياضة العسكرية في إفريقيا كل عامين بين الدول الأفريقية المتأهلة من التصفيات لتحديد بطل القارة الأفريقية، أنشأت هذه البطولة سنة 1994 وكانت أول دولة تستضيفها الكاميرون، والدولة صاحبة الرقم القياسي في عدد مرات الفوز بها هي كاميرون، بوركينافاسو، مصر مرتين.

## تاريخ
انطلقت في العام 1994 بتنظيم من المنظمة الرياضة العسكرية في إفريقيا تستضيفها الدول كل عامين.